# Hotel Wittebrug

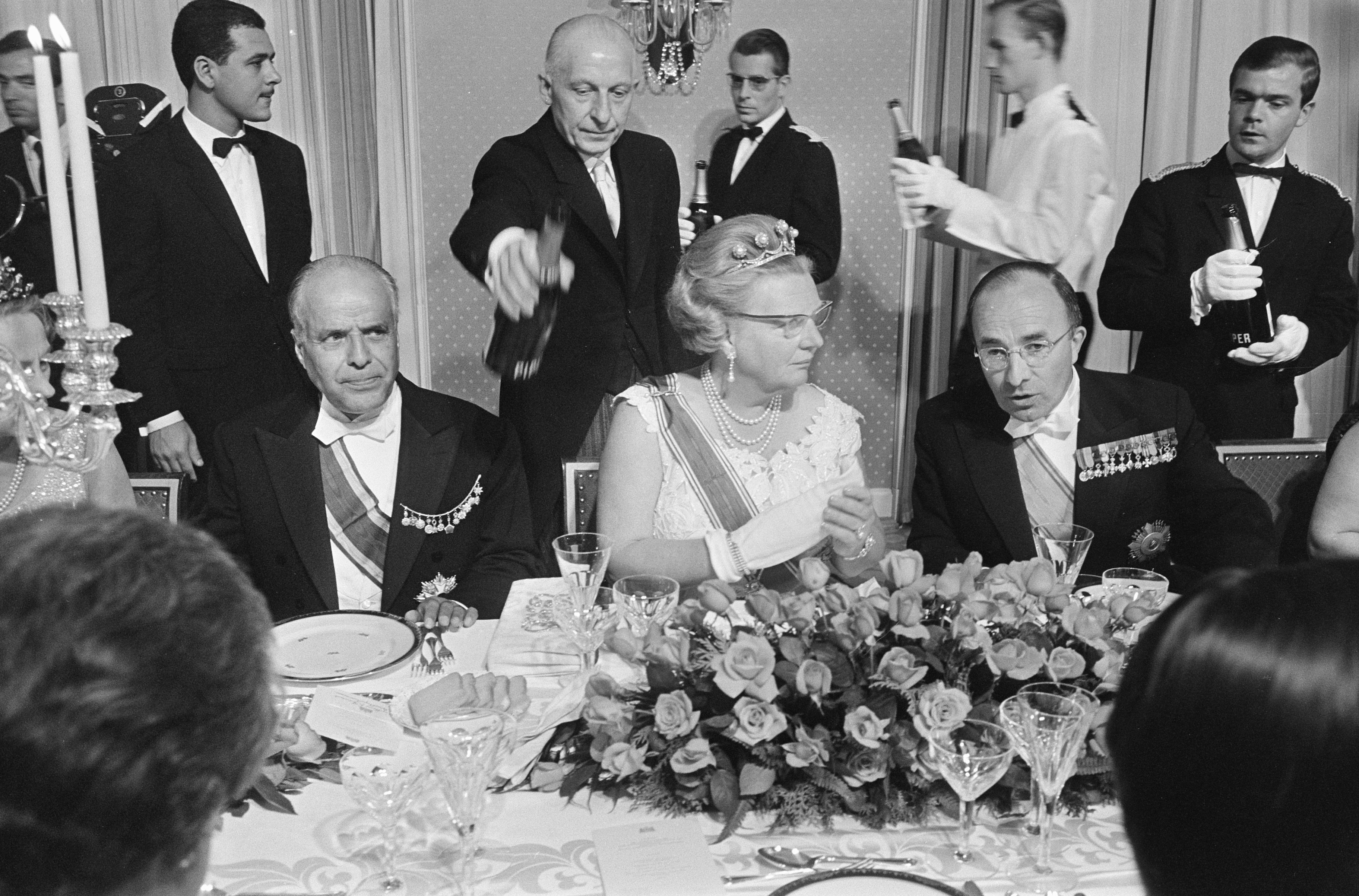
Regeringsdiner in 1966 met president Bourguiba van Tunesië, Koningin Juliana en premier Cals

Hotel Wittebrug was een vijfsterrenhotel in het gebied Wittebrug in Den Haag.

## Geschiedenis
De eigenaar van een brouwerij begon in 1885 een klein koffiehuis voor wandelaars die de bij de witte brug liggende molen bezochten. Het koffiehuis werd genaamd 'De Aanleg' of 'De Goede Aanleg', met zeven kamers voor logies. In 1888 werd de brouwerij gesloten. Eigenaar Van Dijk (†1902) richtte een vennootschap op om Hotel de Wittebrug uit te breiden. In 1890 werd door architect Johan Mutters Jr. de uitbreiding gerealiseerd, richting Nieuwe Parklaan, recht tegenover de Witte Brug. Het nieuwe hotel had 50 kamers.
In 1937 werd er door architect Co Brandes een vleugel aangebouwd in Nieuwe Haagse School, waardoor het gebouw meer in het oog viel. Het vijfsterrenhotel had toen 240 bedden en 180 personeelsleden. In de vijftiger jaren kwamen er beroemde gasten zoals bondskanselier Konrad Adenauer, generaal Dwight Eisenhower en filmsterren Clark Gable en Ava Gardner. In 1963 werd het hotel opnieuw uitgebreid. Vanaf het einde der zestiger jaren moest de Wittebrug concurreren met het Bel Air Hotel en het Promenadehotel, beide ook gelegen tussen Den Haag en Scheveningen.

## Sluiting
Op 11 maart 1972 ontkende directeur Reichardt in een interview dat het hotel binnenkort zou sluiten, maar op 18 november werden de deuren voorgoed gesloten. Een half jaar later werd de inboedel per veiling verkocht. Het complex (inclusief twee woningen aan de Van Lennepweg) werd enkele keren doorverkocht en kwam in handen van de Staat der Nederlanden.
Het Institute of Social Studies (ISS) en Nuffic werden er gevestigd. Beide instellingen vertrokken in 1993. In 1995 werd het hotel afgebroken. Op de plaats van het hotel staat nu een appartementencomplex met de naam Koninginnebrug, naar de eerste naam van de brug. Het appartementencomplex heeft dezelfde plattegrond en het hekwerk van de balkons zijn een kopie van de balkons van het voormalige hotel.